# Ogi Aritacu
Ogi Aritacu (Hirosima, 1942. december 10. –) japán válogatott labdarúgó.
A japán válogatott tagjaként részt vett az 1964. és az 1968. évi nyári olimpiai játékokon.

## Statisztika
| Japán válogatott | Japán válogatott | Japán válogatott |
| Időszak          | Mérk.            | gól              |
| ---------------- | ---------------- | ---------------- |
| 1963             | 1                | 0                |
| 1964             | 1                | 0                |
| 1965             | 2                | 0                |
| 1966             | 7                | 2                |
| 1967             | 5                | 3                |
| 1968             | 3                | 0                |
| 1969             | 4                | 0                |
| 1970             | 13               | 2                |
| 1971             | 5                | 2                |
| 1972             | 8                | 2                |
| 1973             | 5                | 0                |
| 1974             | 6                | 0                |
| 1975             | 0                | 0                |
| 1976             | 2                | 0                |
| Összesen         | 62               | 11               |